# Szimatnak szemét, szemétnek szimat
A Szimatnak szemét, szemétnek szimat (eredeti cím: A Low Down Dirty Shame) 1994-ben bemutatott amerikai akcióvígjáték, melynek rendezője, forgatókönyvírója és főszereplője Keenen Ivory Wayans. További fontosabb szerepekben Charles S. Dutton, Jada Pinkett és Salli Richardson látható.
Az Amerikai Egyesült Államokban 1994. november 23-án mutatták be.

## Cselekmény
Andre Shame, a Los Angeles-i Rendőrség egykori színes bőrű rendőre most privát detektívként üzemeltet irodát. Ebben örökmozgó, nagyszájú asszisztense, a hat évvel ezelőtt épp a nyomozó által bolti lopásért letartóztatott Peaches segíti, aki iránt Shame gyengéd érzelmeket is táplál. Az iroda azonban nem jövedelmező és félő, hamarosan be kell zárnia.
Öt évvel a film eseményei előtt nyomozótársaival Mexikóba utaztak egy drogbáró, Ernesto Mendoza letartóztatására. Habár Shame látszólag lelőtte a bűnözőt, rendőr kollégái mégis életüket vesztették az akcióban. Egyedül Shame és Sonny Rothmiller nevű társa élte túl az incidenst. A kudarc miatt Shame kegyvesztettként távozott a testülettől. Rothmiller, aki most a DEA ügynöke, felkeresi egykori társát és közli vele, hogy Mendoza életben van. Shame feladata megtalálni a koronatanút, Angela Flowers nevű volt barátnőjét. A magánnyomozó vonakodva ugyan, de elvállalja az ügyet.
Információt próbál szerezni Mendoza egyik emberétől, Luistól, de annak csatlósai figyelmeztetésképpen összeverik. Peaches és a lány meleg lakótársának, Waymannek a segítségével Shame felkutatja Angelát egy hotelben és odahívja Rothmillert. Beszélgetésük közben a nyomozó megdöbbentő felfedezést tesz: Rothmiller Mendozának dolgozik és vele kerestette meg Angelát. A megjelenő bérgyilkosokat lerázva Peaches lakására mennek, ahol Shame a lányt Peaches gondjaira bízza. A volt rendőr elrabolja és kivallatja Luist, és annak válasza alapján egy klubba megy, de Mendozának sikerül meglógnia előle. Nunez százados rátalál Peachesre (Angela egy vitát követően már korábban elviharzott), Shame védőőrizetbe helyezteti vele a lányt.
A nyomozó ismét találkozik Angelával és rájön, miért akarja Mendoza megölni: a nő ugyanis 20 millió dollártt lopott tőle. Mendoza felhívja Shame-t és közli, elraboltatta Peachest és Angelát, illetve a pénzt kéri az életéért cserébe. A találkozón Rothmiller bevallja, hogy pár évvel korábban ő ölte meg a többi nyomozót, mert azok nem fogadtak el kenőpénzt Mendozától – mivel tudták, ezt Shame sem tenné meg. Rothmiller így egyetlen életben maradt, becsületes társát tette meg bűnbakká a kudarcot vallott küldetés után. A Mendozával való találkozón Shame kijátssza ellenségeit, végez a Rothmiller által felbérelt zsoldosokkal, míg a korrupt rendőrt Angela öli meg.
Mendoza túszul ejti Peachest, majd ökölharcot vív a nyomozóval, de alulmarad ellene. A letartóztatott drogbárót Angela orvul lelövi, majd a pénz miatt egykori szerelmével is végezne, de Peaches leüti a nőt. Nunez vonakodva elengedi Shame-t, miután az emlékezteti rá, hogy ő állította meg Mendozát, szerezte vissza a lopott pénzt és buktatott le egy korrupt DEA-ügynököt. A film végén Shame megtart magának 5 millió dollárt a zsákmányból és Peachesszel flörtöl, célozgatva egy jövőbeli párkapcsolat lehetőségére.

## Szereplők
| Szerep            | Színész             | Magyar hang      |
| ----------------- | ------------------- | ---------------- |
| Andre Shame       | Keenen Ivory Wayans | Csuja Imre       |
| "Peaches" Jordan  | Jada Pinkett        | Biró Anikó       |
| Ernesto Mendoza   | Andrew Divoff       | Rubold Ödön      |
| Sonny Rothmiller  | Charles S. Dutton   | Kálid Artúr      |
| Angela Flowers    | Salli Richardson    | Kiss Erika       |
| Benny             | Chris Spencer       | Galambos Péter   |
| Wayman Harrington | Corwin Hawkins      | Fekete Zoltán    |
| Chad              | Don Diamont         | R. Kárpáti Péter |
| Luis              | Gary Cervantes      | Kárpáti Tibor    |
| maffiavezér       | John Capodice       | Kardos Gábor     |
| Nunez százados    | Gregory Sierra      | Varga Tamás      |
| Bernard           | Andrew Shaifer      | Szokol Péter     |
| Diane             | Kim Wayans          |                  |

## Filmzene
| 1.    | "Down 4 Whateva"                                  | Nuttin' Nyce            | 4:52 |
| 2.    | "Shame" / "Zhane's: Shame"                        | Zhané                   | 4:16 |
| 3.    | "I Can Go Deep"                                   | Silk                    | 4:48 |
| 4.    | "Homie, Lover, Friend (Lookin' for My Homie Mix)" | R. Kelly                | 4:43 |
| 5.    | "Turn It Up"                                      | Raja Nee                | 4:01 |
| 6.    | "Stroke You Up (Remix)"                           | Changing Faces          | 4:33 |
| 7.    | "The Thing I Like"                                | Aaliyah                 | 3:24 |
| 8.    | "Gotta Get Yo' Groove On"                         | Tevin Campbell          | 4:30 |
| 9.    | "Birthday Girl"                                   | Hi-Five                 | 3:38 |
| 10.   | "Get the Girl, Grab the Money and Run"            | Souls of Mischief       | 3:54 |
| 11.   | "Cray-Z-Fu"                                       | Fu-Schnickens           | 5:10 |
| 12.   | "Later On"                                        | Casual                  | 3:06 |
| 13.   | "How's That"                                      | Erick Sermon and Redman | 3:07 |
| 14.   | "Let's Organize" (feat. Q-Tip)                    | Organized Konfusion     | 4:20 |
| 15.   | "Ghetto Style"                                    | Smooth                  | 4:33 |
| 16.   | "Front, Back and Side to Side"                    | UGK                     | 4:34 |
| 17.   | "In Front of the Kids"                            | Extra Prolific          | 2:42 |
| 18.   | "U Rong 4 That"                                   | Mz. Kilo                | 4:34 |
| 74:45 |                                                   |                         |      |

## Kritikai visszhang
A Rotten Tomatoes 23 kritika összegzése alapján mindössze 4%-os értékelést adott rá és az „író-rendező-főszereplő Keenen Ivory Wayans mesterhármas kudarcának” nevezte a filmet. Roger Ebert filmkritikus négyből másfél csillagra értékelte, de elismerte Jada Pinkett vicces alakítását.

## Fordítás
- Ez a szócikk részben vagy egészben  az   A Low Down Dirty Shame című angol Wikipédia-szócikk ezen változatának fordításán alapul.  Az eredeti cikk szerkesztőit annak laptörténete sorolja fel. Ez a jelzés csupán a megfogalmazás eredetét és a szerzői jogokat jelzi, nem szolgál a cikkben szereplő információk forrásmegjelöléseként.